# David Cunio

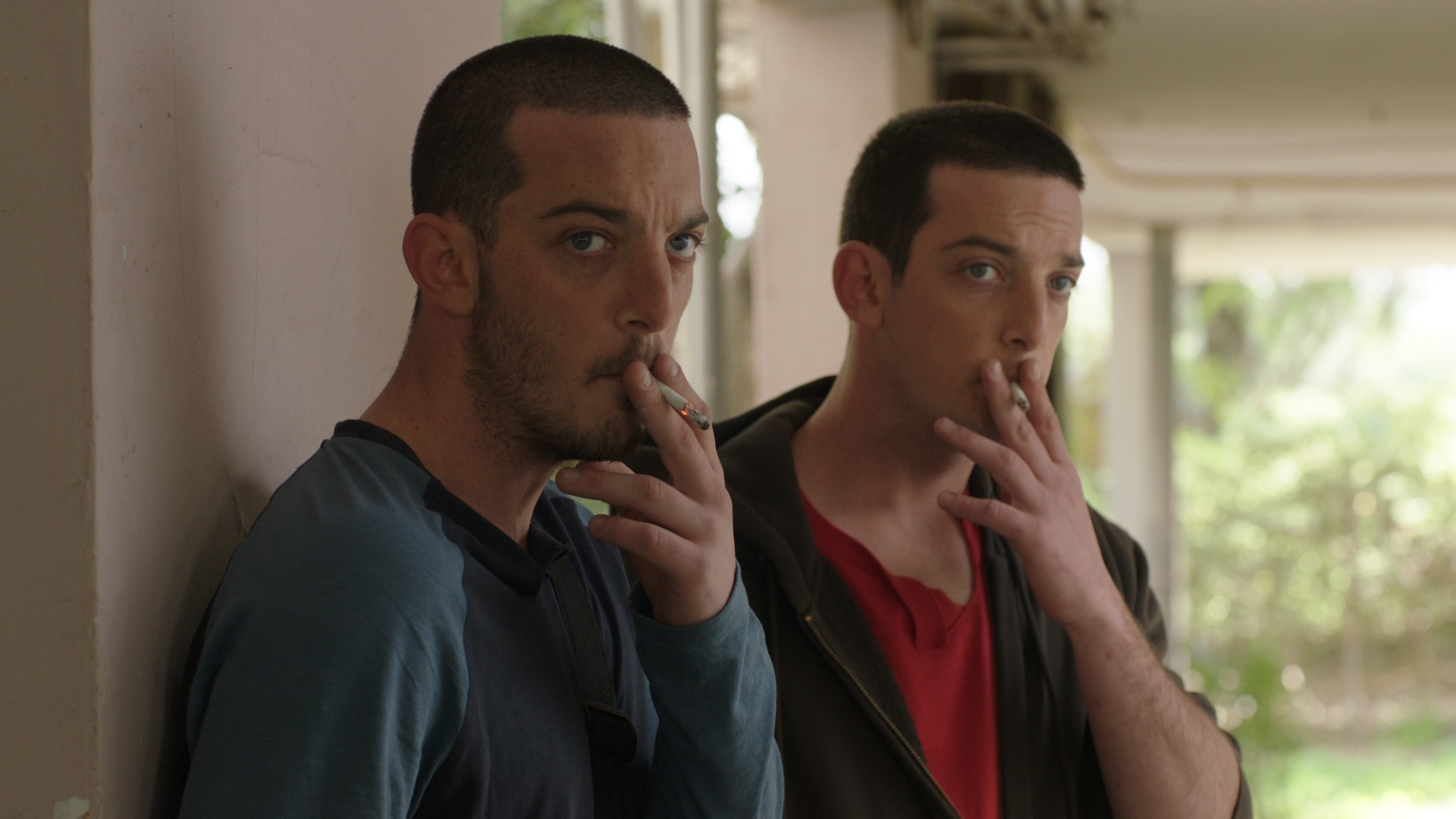
Eitan und David Cunio im Film HaNoar – Youth (2013)

David Cunio (hebräisch דוד קוניו; * 21. Mai 1990) ist ein israelischer Schauspieler.

## Leben
David Cunio wuchs als Sohn von Luis und Sylvia Cunio mit seinem Zwillingsbruder Eitan, einem weiteren Bruder und seinem jüngsten Bruder Ariel im Kibbuz Nir Oz im Süden Israels auf. Seine Eltern waren 1988 aus Argentinien nach Israel eingewandert. David und Eitan Cunio wurden 2012 bei einem Laiencasting für die Hauptrollen in dem deutsch-israelischen Film HaNoar – Youth („Jugend“) von Tom Shoval entdeckt. David Cunio lebte mit seiner Frau Sharon, die er über die Dreharbeiten zu Youth kennengelernt hatte, und den im Jahr 2020 geborenen Zwillingstöchtern Emma und Juli weiterhin im Kibbuz, ebenso wie sein Bruder mit seiner Familie. Er arbeitete als Elektriker.
David Cunio wurde am 7. Oktober 2023 gemeinsam mit seiner Frau und den damals dreijährigen Töchtern, seinem Bruder Ariel sowie dessen Lebenspartnerin Arbel Yehoud während des Terrorangriffs der Hamas auf Israel 2023 vom Kibbuz nach Gaza verschleppt. Frau und Kinder kamen im November 2023 im Rahmen des ersten Geisel-Abkommens frei. Arbel Yehoud kam erst im Januar 2025 im Rahmen des zweiten Abkommens zwischen Israel und der Hamas aus der Geiselhaft frei. Mitte Februar 2025 gab es von anderen freigelassenen Geiseln Hinweise darauf, dass Cunio noch am Leben sei.

## Berlinale-Filme und Reaktionen
Bei der Berlinale 2013 feierte HaNoar – Youth („Jugend“) seine Weltpremiere in der Sektion Panorama. Der Film behandelt die Situation einer mittelständischen Familie in Petach Tikva drei Jahre nach den Sozialprotesten in Tel Aviv. Der Regisseur besetzte David und Eitan Cunio als Hauptdarsteller für eine Geschichte, in der zwei Brüder aufgrund finanzieller Schwierigkeiten in ihrer Familie eine junge Frau entführen, um Lösegeld zu erpressen. Als Hauptdarsteller des Films nahm David Cunio am Festival teil.
Bei der Berlinale 2024 war das Schicksal von David Cunio kein Thema. Wiederholte Anfragen an die Leitung der Panorama-Sektion mit dem Anliegen, bei der Abschlussveranstaltung die Besorgnis um Cunio auszudrücken, blieben unbeantwortet. Über die Opfer der Hamas habe niemand reden wollen. Nach der Berlinale wurde der Film Youth als Solidaritätsveranstaltung in einem Kino in Berlin-Prenzlauer Berg gezeigt.
Zur Berlinale 2025 wurde Tom Shovals Dokumentarfilm Michtav Le'David (Brief an David) erstmals aufgeführt. Der Regisseur verwendete in einigen Szenen bisher unveröffentlichtes Behind-the-Scenes-Material und Casting-Aufnahmen von Youth und interviewte für den Film Angehörige von Cunio. Aber es sei auch ein Film über den 7. Oktober, ohne das Originalmaterial vom 7. Oktober zu verwenden. Marlene Knobloch beschrieb ihn in der Zeit als berührend schön. Er erinnere an David Cunio und den Wert eines Menschenlebens. Prominente Schauspieler wie Julia von Heinz, Andrea Sawatzki, Ulrich Matthes und Christian Berkel sowie Menschenrechtsaktivistin Düzen Tekkal und Berlinale-Leiterin Tricia Tuttle hielten auf dem roten Teppich ein Bild mit der Aufschrift „Bring David Cunio Home“ hoch. Tricia Tuttle bat um Entschuldigung für das Fehlverhalten der Berlinale-Leitung im Vorjahr, nicht an David Cunio erinnert zu haben. Im Abspann des Films wird erwähnt, dass er nicht unter den während der Waffenruhe 2025 zwischen Israel und Gaza freigelassenen Geiseln ist.